# Damião António Franklin
Damião António Franklin (* 6. August 1950 in Cabinda, Angola; † 28. April 2014 in Südafrika) war Erzbischof von Luanda. 

## Leben
Damião Franklin studierte Philosophie und Theologie an den Seminaren von Cabinda, Luanda und Huambo und empfing am 28. Juni 1978 das Sakrament der Priesterweihe. 1976 absolvierte er ein Dogmatikstudium in Rom. 1982 promovierte er in Kirchenrecht an der Päpstlichen Universität Urbaniana in Rom und lehrte an der Päpstlichen Universität Gregoriana in Rom. Damião Franklin war auch ein Absolvent am Internationalen Institut für Menschenrechte in Straßburg sowie Alumnus in Public International Law an der Akademie für Internationales Recht in Den Haag. 
Im Oktober 1982 wurde er Kanzler des Erzbistums in Luanda sowie Professor am Priesterseminar. Er war 1984 Mitbegründer des Instituts für Religionswissenschaft (ICRA), dessen Vizepräsident er von 1984 bis 1993 war. Er wurde zudem zum Professor für Kirchenrecht an der Theologischen Fakultät in Kinshasa, Demokratische Republik Kongo, ernannt. Er war zudem seit 1997 Gründungsrektor der Katholischen Universität UCAN von Luanda.
Am 29. Mai 1992 ernannte ihn Papst Johannes Paul II. zum Weihbischof in Luanda und zum Titularbischof von Falerone. Die Bischofsweihe erfolgte am 12. Juli desselben Jahres durch Alexandre Kardinal do Nascimento. Mitkonsekratoren waren Eduardo André Muaca, Alterzbischof von Luanda, und Erzbischof Félix del Blanco Prieto, Apostolischer Delegat in Angola.
Damião António Franklin wurde am 23. Januar 2001 von Papst Johannes Paul II. zum Erzbischof von Luanda ernannt. Er war von Oktober 2003 bis 20. November 2009 Vorsitzender der Bischofskonferenz von Angola und São Tomé (Conferência Episcopal de Angola e São Tomé; CEAST). Am 14. Februar 2009 ernannte ihn Papst Benedikt XVI. zum Sondersekretär der im Oktober desselben Jahres stattfindenden Sonderversammlung  der Bischofssynode für Afrika. 
Er verstarb am 28. April 2014 an den Folgen einer Operation in einem südafrikanischen Krankenhaus. 